# Canaã dos Carajás
Canaã dos Carajás este un oraș în Pará (PA), Brazilia.